# Jim Peters
James Henry (Jim) Peters (Londen, 24 oktober 1918 – Thorpe Bay, 9 januari 1999) was een Britse langeafstandsloper, die zich had toegelegd op de marathon. Hij brak viermaal het wereldrecord op de marathon in de jaren vijftig. Ook nam hij tweemaal deel aan de Olympische Spelen, maar won hierbij geen medailles.

## Biografie

### Eerste olympische deelname
Peters groeide op in Becontree en deed aan cricket en voetbal, voordat hij naar de atletiek overstapte. In de Tweede Wereldoorlog diende hij bij de Royal Army Medical Corps. In 1946 werd hij Engelse kampioen op de zes mijl en op de Olympische Spelen van 1948 in Londen finishte hij als achtste op de 10.000 m. Zijn trainer haalde hem over het op de lange afstand te proberen.

### Wereldrecord
In 1951 maakte hij zijn marathondebuut en won hierbij gelijk de Polytechnic Marathon, een point-to-point race van Windsor naar Chiswick, in 2:29.24. Een jaar later verbeterde hij op deze wedstrijd het wereldrecord tot 2:20.42,2. In 1953 liep hij als eerste atleet deze wedstrijd binnen de 2 uur en 20 minuten, een prestatie die vergelijkbaar is met het lopen van de Engelse mijl binnen de 4 minuten. Later dat jaar liep hij voor het eerst ook binnen de 2:20 op een marathon met start en finish op één plek, de marathon van Enschede, Nederland.

### Tweede olympische deelname
Op de Olympische Spelen van 1952 in Helsinki liep hij aan het begin van de wedstrijd een extreem hoog tempo en legde de eerste 10 km af in 31.55 minuten. Hij lag hiermee zestien seconden voor op Gustav Jansson en Emil Zátopek. Kort voor het 20 km haalde Jansson en Zátopek hem in. Bij de 30 km lag Peters, met inmiddels een minuut achterstand op Zátopek, nog op een bronzen positie. Door kramp in zijn linkerbeen was hij echter genoodzaakt om te stoppen.

### Gemenebestspelen 1954
Peters werd echter het bekendst om het feit, dat hij in 1954 de marathon niet wist uit te lopen op de Gemenebestspelen, ondanks een reusachtige voorsprong van 5 km (3 mijl) op zijn achtervolgers. Hij was zo uitgedroogd, dat hij wankelde en verschillende malen neerstortte. De laatste ronde kon hij niet volbrengen. Hij werd afgevoerd naar een ziekenhuis en bracht zeven uur in een zuurstoftent met infuus door. Van de zestien gestarte lopers bereikten uiteindelijk slechts zes de finish.

### Einde atletiekloopbaan
Op aanraden van doktoren stopte hij met zijn topsportcarrière. Hij ging werken als opticien in Chadwell Heath, Essex, maar bleef altijd met zijn sportclub Essex Beagles verbonden. Hij was getrouwd en had twee kinderen. De laatste jaren van zijn leven leed hij aan kanker, waaraan hij ook stierf.
Elk jaar wordt bij de marathon van Londen ter nagedachtenis aan hem de Jim Peters Trophy uitgereikt aan de eerste Britse deelnemer die over de finish komt.

## Titels
- Brits kampioen 6 Eng. mijl - 1946
- Brits kampioen 10. Eng. mijl - 1947
- Brits kampioen marathon - 1951, 1952, 1953

## Persoonlijke records
| Onderdeel | Prestatie | Datum        | Plaats   |
| --------- | --------- | ------------ | -------- |
| 10.000 m  | 31.16,0   | 30 juli 1948 | Londen   |
| marathon  | 2:17.39,4 | 26 juli 1954 | Chiswick |

## Wereldrecords
| Datum    | Afstand   | Tijd           | Plaats             |
| -------- | --------- | -------------- | ------------------ |
| marathon | 2:20.42,2 | 14 juni 1952   | Chiswick, Engeland |
| marathon | 2:18.40,2 | 13 juli 1953   | Chiswick, Engeland |
| marathon | 2:18.34,8 | 4 oktober 1953 | Turku, Finland     |
| marathon | 2:17.39,4 | 26 juli 1954   | Chiswick, Engeland |

## Palmares

### 10.000 m
- 1948: 8e OS - 31.16,0

### 6 Eng. mijl
- 1946:  Britse kamp. in Londen - 30.50,4
- 1954:  Gemenebestspelen - 29.20,0

### 10 Eng. mijl
- 1947:  Britse kamp. - 53.21,0

### halve marathon
- 1952:  Newcastle to Morpeth - 1:11.45
- 1953:  Newcastle to Morpeth - 1:07.06
- 1954:  Newcastle to Morpeth - 1:08.08

### 25 km
- 1953:  25 km van Minch - 1:19.02
- 1954:  25 km van Minch - 1:20.11

### 20 Eng. mijl
- 1952:  20 EM van Finchley - 1:49.39

### marathon
- 1951:  Polytechnic Marathon (Windsor-London) - 2:29.24
- 1951:  Britse kamp. in Birmingham - 2:31.42
- 1952:  Britse kamp. (Windsor-London) - 2:20.42,2 (WR)
- 1952: DNF OS
- 1953:  Windsor-London - 2:18.40,2 (WR)
- 1953:  Britse kamp. in Cardiff - 2:22.29
- 1953:  marathon van Enschede - 2:19.22
- 1953:  marathon van Turku - 2:18.34,8 (WR)
- 1954:  Boston Marathon - 2:22.40 (te kort parcours)
- 1954:  Britse kamp. (Windsor-London) - 2:17.39,4 (WR)
- 1954: DNF Gemenebestspelen